# 猪狩誠也
猪狩 誠也（いかり せいや、1933年 - 2018年4月23日）は、日本の編集者、広報学研究者、東京経済大学名誉教授、日本広報協会広報アドバイザー。「広報論の研究に早くから取り組まれた先駆者の一人」、「日本における広報を草創期から理論的・実践的に主導」した人物と評されている。

## 経歴
東京生まれ。
1953年に早稲田大学第一商学部に入学し、1957年に卒業してダイヤモンド社に入社し、経営関係の書籍編集や、翻訳業務などに従事する。その中で、アメリカ合衆国から導入が図られていたパブリック・コミュニケーション論に触れ、広報論の研究に取り組むようになり、南博、石川弘義らと知り合って、社会心理研究所に関わる。
1970年から1971年にかけて月刊誌『近代経営』編集長を務め、次いで1971年から1973年まで出版局長となり、次いでダイヤモンド・ビッグ社取締役となったが、病気のために1977年に退任した。
以降は、1978年に現代経営研究会、1979年に経済広報センターの設立、運営に関わり、関係する機関誌の編集にあたり、1987年には現代広報研究所長となった。
1995年に東京経済大学がコミュニケーション学部を開設した際に、教授として迎えられ、定年退職した2004年まで在籍し、この間に学部長も務め、退職後に名誉教授を贈られた。
1999年には、日本パブリック・リレーションズ協会から日本PR大賞特別賞・教育学術部門賞を受賞した。2003年から2011年まで日本広報学会副会長を務めた。

## おもな著書

### 単著
- 燃える戦略集団：C&C時代を切り拓く日本電気、日本リクルートセンター出版部（リクルート新書）、1979年6月 全国書誌番号:80003037、NCID BN03664920。

### 編著
- 企業の発展と広報戦略：50年の歩みと展望、日経BP企画、1998年12月 ISBN 4931466036
- 広報・パブリックリレーションズ入門、宣伝会議（基礎シリーズ）、2007年1月 ISBN 978-4883351688
- 日本の広報・PR100年：満鉄からCSRまで、同友館、2011年3月 ISBN 978-4496047732
  - 日本の広報・PR100年：満鉄、高度成長そしてグローバル化社会、同友館、2015年9月 ISBN 978-4496051524

### 共著
- （鍋田紘亮との共著）エディター的発想：ビジネスマンの企画・編集術、筑摩書房（ちくまセミナー）、1983年10月 全国書誌番号:84012229、NCID BN04051304。
- （上野征洋、剣持隆、清水正道、城義紀との共著）コーポレート・コミュニケーション戦略、同友館、2002年5月 ISBN 449603347X
- （上野征洋、剣持隆、清水正道との共著） CC戦略の理論と実践：環境・CSR・共生、同友館、2008年8月 ISBN 978-4496044434

### 共編著
- （城義紀との共編）経営と広報、日本経済新聞社（企業広報講座）、1993年4月 ISBN 4532142008
- （杉本忠明との共編）大学で教える小論文の書き方：みるみる文章力がアップする!、オーエス出版、2003年4月 ISBN 4757301669